# Huiyang
Huiyang is een stad in de Prefectuur Huizhou in de provincie Guangdong van China. In 2020 telde Huiyang 1.404.137 inwoners. Dit was een verdubbeling van het aantal inwoners in 10 jaar tijd. De stad is in het zuiden vastgegroeid aan Shenzhen en is onderdeel van de Parelrivierdelta, het grootste metropoolgebied van de wereld. De stad heette voor het ontstaan van de Chinese Republiek, 1911, nog Guishan/归善.

## Geografie
Huiyang ligt ongeveer 75 kilometer van Hongkong en ongeveer 150 kilometer van Guangzhou, de provinciehoofdstad van Guangdong. In het zuiden grenst de stad direct aan het Shenzhense district Longgang. Huiyang heeft een oppervlakte van 1262 km². De rivier Dong Jiang stroomt door de stad.
Dagelijks komen er internationale bedrijven als Shell, Honda en Toyota bij. Daardoor trekken ook westerlingen naar deze relatief onbekende stad om werk te zoeken.
Huiyang is een district dat onder de stadsprefectuur Huizhou (惠州) valt. Het district is verdeeld in drie subdistricten en zes grote gemeentes.
De subdistricten zijn:
- Danshui/淡水
- ontwikkelingsdistrict Sanhe/三和开发区
- Qiuchang/秋长

De grote gemeentes zijn:
- Yonghu/永湖镇
- Liangjing/良井镇
- Pingtan/平潭镇
- Shatian/沙田镇
- Xinyu/新圩镇
- Zhenlong/镇隆镇

## Bevolking
95% van de Huiyangers behoort tot de Han-Chinese subgroep Hakkanezen. De rest is grotendeels van Hoklo afkomst.

## Taal
Door de grote meerderheid aan Hakkanezen is de omgangstaal Hakkanees. In Huiyang is een regionale vorm van dit Hakkanees ontstaan en wordt Huiyanghua genoemd. De taal Huichenghua stijgt in populariteit als omgangstaal.

## Geschiedenis
In 1020 werd het gebiedsnaam Zhenzhou veranderd in Huizhou. Sindsdien bestaat Huizhou. Huiyang behoorde aan het einde van de Qing-dynastie tot de xián Guishan. In 1963 werd Huiyang een district en in 1988 een arrondissement dat onder direct bestuur van Huiyang stond. In 1994 werd Huiyang een stadsprefectuur en negen jaar later werd het weer een district zoals in 1966.

## Economie
Landbouw vormt een belangrijk deel van de plaatselijke economie. Hier wordt veel graan, watermeloenen, groente en lychee verbouwd. Verder speel industrie een belangrijke rol.
In Huiyang is de haven van Huizhou en de Shenshan snelweg (G 15) te vinden. Vlak bij Huiyang bevindt zich de luchthaven van Huizhou.

## Toerisme
Huiyang is een populaire reisbestemming door zijn ommuurde Hakka huizen. Ook worden de huizen van Ye Ting, Deng Chengxiu en Deng Zhongyuan en de Danshui Oude Tempel, Qingquantempel en Pangutempel van Xinxu vaak als toeristische attractie bezocht.